# Mimaletis landbecki
Mimaletis landbecki là một loài bướm đêm trong họ Geometridae.